# 宜化店戰鬥
宜化店戰鬥發生於1931年5月1日－6月6日，地點則是在中國豫東南。是國共內戰前期主要戰鬥之一。該戰鬥交戰一方為中華民國國民革命軍，另一方則為中國共產黨所領導之中國工農紅軍。